# Autigny-le-Petit
Autigny-le-Petit település Franciaországban, Haute-Marne megyében. Lakosainak száma 55 fő (2022. január 1.). Autigny-le-Petit Osne-le-Val, Autigny-le-Grand, Chatonrupt-Sommermont és Curel községekkel határos.

## Népesség
A település népességének változása:
| Lakosok száma | 80   | 75   | 53   | 53   | 60   | 63   | 60   | 56   | 53   | 55   |
|               | 1968 | 1990 | 2006 | 2011 | 2015 | 2016 | 2018 | 2019 | 2021 | 2022 |